# パルケ・カラボボ駅

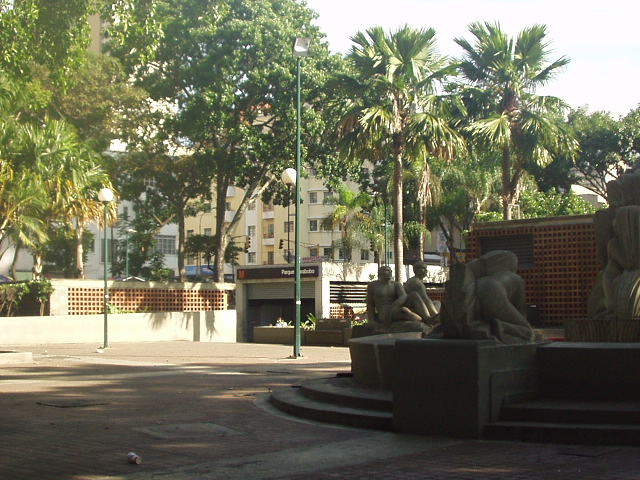
パルケ・カラボボ駅、公園内出口（2004年6月）

パルケ・カラボボ駅（パルケ・カラボボえき、Estación Parque Carabobo）は、ベネズエラのカラカスにあるカラカス地下鉄1号線の地下鉄駅である。首都地区リベルタドル市カンデラリア区に位置し、カラボボ公園（パルケ・カラボボ）のそばにある。1983年3月27日開業。

## 駅の構造
ホームは地下2階、改札と切符売り場は地下1階に位置する。メヒコ通り（メキシコ通り）の下にあり、この通りに沿って出口が3か所ある。出口の1つはカラボボ公園の中にある。

## 駅の周辺
周辺はカラカスのセントロの繁華街、商業地区だが、高層建築は少ない。南にカラボボ公園がある。北に少し歩いたところにカンデラリア広場があり、公園の南のいくつかの街路はカラカスの電器街である。広場の西には官庁が多い。

## 隣の駅
- ラ・オジャーダ駅 - パルケ・カラボボ駅 - ベジャス・アルテス駅